# Memoriał Edwarda Jancarza 1996
IV Memoriał Edwarda Jancarza odbył się 12 maja 1996 roku na stadionie im. Edwarda Jancarza w Gorzowie Wielkopolskim. Sędzią zawodów był Roman Siwiak.

## Wyniki
| Msc. | Zawodnik                 | Klub                | Pkt |             |  |
| ---- | ------------------------ | ------------------- | --- | ----------- |  |
| 1    | (11) Leigh Adams         | Leszno              | 13  | (3,3,2,3,2) |  |
| 2    | (4) Tony Rickardsson     | Tarnów              | 12  | (2,3,1,3,3) |  |
| 3    | (1) Marek Hućko          | Gorzów Wielkopolski | 11  | (3,2,3,1,2) |  |
| 4    | (6) Antonín Kasper       | Gniezno             | 10  | (3,3,1,w,3) |  |
| 5    | (5) Piotr Świst          | Gorzów Wielkopolski | 10  | (d,3,3,3,1) |  |
| 6    | (14) Tomasz Gollob       | Bydgoszcz           | 10  | (3,2,2,3,0) |  |
| 7    | (15) Tomasz Bajerski     | Toruń               | 9   | (2,0,2,2,3) |  |
| 8    | (8) Jason Lyons          | Gorzów Wielkopolski | 8   | (2,1,3,1,1) |  |
| 9    | (7) Rif Saitgariejew     | Zielona Góra        | 8   | (1,1,2,2,2) |  |
| 10   | (2) Jacek Gollob         | Bydgoszcz           | 7   | (w,1,1,2,3) |  |
| 11   | (13) Mariusz Staszewski  | Gorzów Wielkopolski | 5   | (1,1,3,w,0) |  |
| 12   | (12) Sylwester Moskwiak  | Gorzów Wielkopolski | 5   | (1,2,0,0,2) |  |
| 13   | (3) Piotr Baron          | Wrocław             | 5   | (1,2,1,0,1) |  |
| 14   | (9) Mark Lemon           | brak klubu          | 4   | (2,0,0,1,1) |  |
| 15   | (16) Andreas Bössner     | Rawicz              | 2   | (0,0,0,2,d) |  |
| 16   | (10) Ryszard Franczyszyn | Gorzów Wielkopolski | 0   | (0,0,0,–,–) |  |
| 17   | (R2) Piotr Paluch        | Gorzów Wielkopolski | 1   | (1)         |  |
| 18   | (R1) Robert Flis         | Gorzów Wielkopolski | 0   | (0)         |  |

## Wyścig po wyścigu
1. Hućko (64,35), Rickardsson, Baron, J. Gollob (w)
2. Kasper (65,52), Lyons, Saitgariejew, Świst (d)
3. Adams (65,44), Lemon, Moskwiak, Franczyszyn
4. T. Gollob (66,77), Bajerski, Staszewski, Bössner
5. Świst 65,23), Hućko, Staszewski, Lemon
6. Kasper (64,47), T. Gollob, J. Gollob, Franczyszyn
7. Adams (65,14), Baron, Saitgariejew, Bajerski
8. Rickardsson (66,35), Moskwiak, Lyons, Bössner
9. Hućko (64,71), Adams, Kasper, Bössner
10. Świst (65,42), Bajerski, J. Gollob, Moskwiak
11. Lyons (66,36), T. Gollob, Baron, Lemon
12. Staszewski (66,03), Saitgariejew, Rickardsson, Franczyszyn
13. T. Gollob (66,31), Saitgariejew, Hućko, Moskwiak
14. Adams (66,79), J. Gollob, Lyons, Staszewski (w)
15. Świst (66,98), Bössner, Paluch, Baron
16. Rickardsson (65,70), Bajerski, Lemon, Kasper (w)
17. Bajerski (66,43), Hućko, Lyons, Flis
18. J. Gollob (67,34), Saitgariejew, Lemon, Bössner (d)
19. Kasper (66,69), Moskwiak, Baron, Staszewski
20. Rickardsson (65,45), Adams, Świst, T. Gollob